# Heinz Wöllner
Heinz Max Hugo Wöllner (* 25. Juli 1913 in Schönefeld, Leipzig; † 19. April 1945 in Ambrock) war ein deutscher Arzt und Athlet.
1936 errang er den deutschen Meistertitel im Dreisprung. Im gleichen Jahr war er Teilnehmer der Olympischen Sommerspiele 1936, wo er einen vierten Platz erzielte. 1937 und 1938 war er deutscher Vizemeister im Dreisprung.
Wöllner wurde mit einem Eintrag in das Goldene Buch der Stadt Leipzig geehrt. Er fiel im Zweiten Weltkrieg.
Er startete für den ASC Leipzig.